# Transdev
Transdev je od roku 2005 značka nadnárodního koncernu zabývajícího se zejména veřejnou osobní dopravou v mnoha zemích světa, součástí skupiny Veolia. Firmu založili bratři Latilovi v roce 1911 pod názvem Compagnie Générale d'Entreprises Automobiles (CGEA). V roce 1980 byla firma CGEA prodána firmě Générale des Eaux Group (nyní Veolia Environnement), která se kromě dopravy zabývá též energetikou a vodním a odpadovým hospodářstvím. Od roku 1992 začala firma rozšiřovat své působení i mimo Francii, nejprve do Portugalska (1992), Velké Británie (1996), Německa (1997), od roku 1998 prochází významnou expanzí, v jejímž rámci začala působit i v České republice. V roce 2000 se CGEA přejmenovala na Connex Transport, v listopadu 2005 na Veolia Transport. V Některých dalších zemích užívá v dopravě zatím nadále i obchodní značku Connex. Jak bylo avizováno již v červenci 2009, na začátku května 2010 byla podepsána smlouva o sloučení s původem francouzskou dopravní společností Transdev, která působí ve Francii, Velké Británii, Portugalsku, Španělsku, Nizozemsku, Německu, Itálii a Kanadě; zároveň má být z Transdevu vyvedena společnost RATP; ředitel VT ČR od změny očekává obohacení know how v oblasti kolejové dopravy. V březnu 2011 bylo sloučení oznámeno, sloučená společnost nese označení Veolia Transdev, přičemž ji rovným dílem vlastní dva akcionáři, Veolia Environnement a Depozitní banka Caisse des Dépôts.
V únoru 2013 agentura Reuters zveřejnila zprávu, že Deutsche Bahn koupí od francouzské firmy Veolia Transdev její středoevropskou dceřinou firmu Veolia Transport Central Europe včetně aktivit v Česku, na Slovensku, v Polsku, Srbsku, Chorvatsku a Slovinsku, o rozsahu přes 3300 (kolem 3400) vozidel v přibližně 60 depech v 6 zemích () a přes 6300 zaměstnanců; roční tržby VTCE za rok 2011 činily 252 milionů eur. Veolia Transport Central Europe se stala součástí skupiny Arriva; Arriva tak rozšířila svou působnost na 15 zemí a přesáhla počet 55 tisíc zaměstnanců.

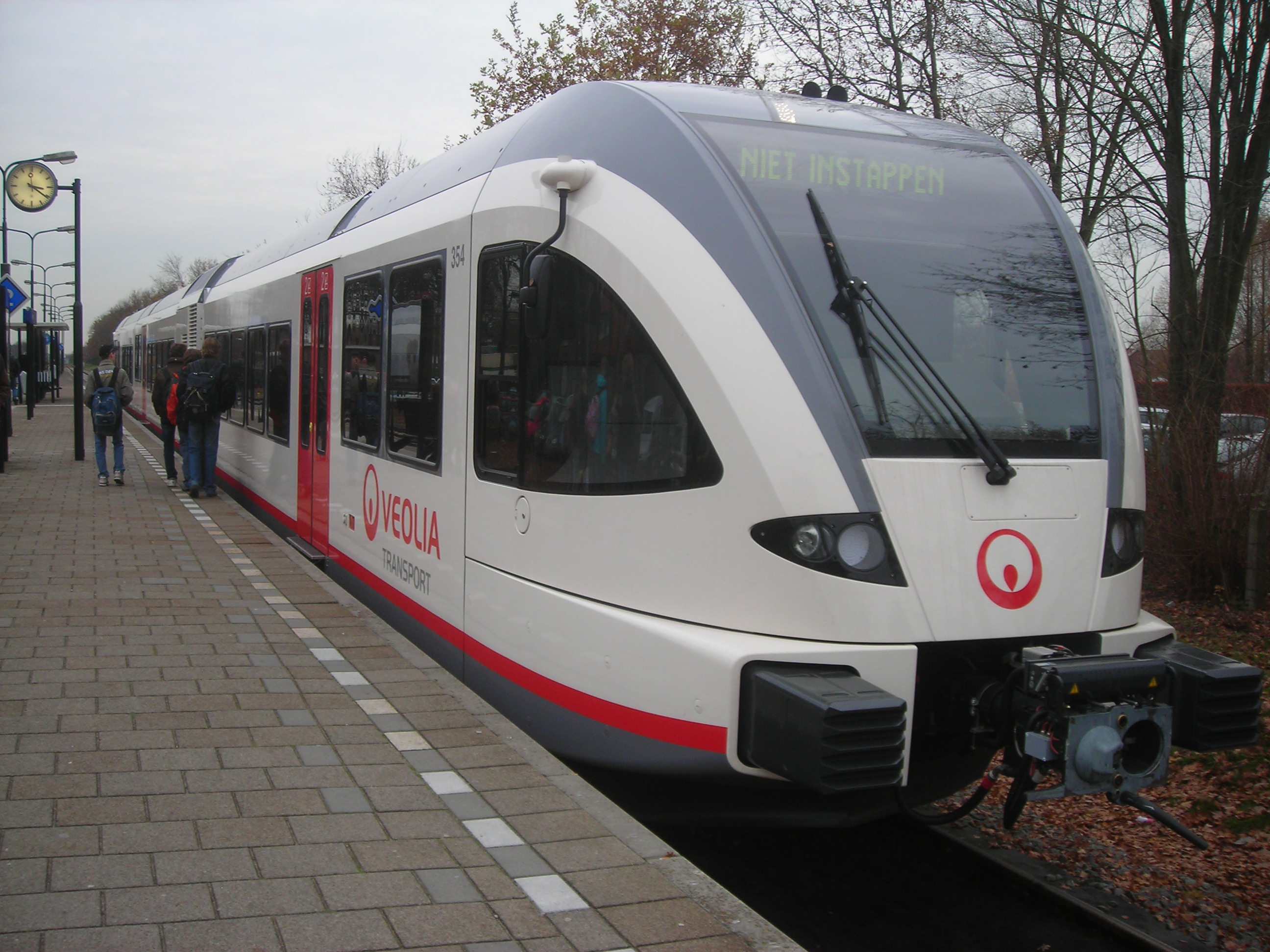
Vlak společnosti Veolia v Holandsku

## Transdev v České republice
Transdev působil v České republice do roku 2013, kdy byla jeho středoevropská dceříná společnost Veolia Transport Central Europe prodána Deutsche Bahn a zařazena do skupiny Arriva. 
V lednu 2018 vznikla společnost Transdev Česká republika s jediným akcionářem, a to TRANSDEV GROUP. Jejím jednatelem se stal Ing. Radim Novák, někdejší ředitel společnosti Veolia Transport pro ČR a Slovensko, poté do roku 2017 manažer Arrivy v ČR a na Slovensku. K 1. srpnu 2018 se  Transdev Česká republika přejmenoval na Transdev Morava se sídlem v Ostravě a zároveň vznikla další společnost s názvem Transdev Česká republika se sídlem v Praze. Transdev Morava získal ve výběrových řízeních několik oblastí v Moravskoslezském kraji a nahradil zde Arrivu. Transdev Morava v srpnu 2019 odkoupil od CIDEM Hranice dopravní skupinu 3ČSAD (Havířov, Karviná, Frýdek-Místek). Těmito akvizicemi se stal Transdev Morava jedním z největších dopravců v zemi s více než 1000 zaměstnanců a více než 650 autobusy. Také se stal nejvýznamnějším dopravcem v Moravskoslezském kraji, s provozem v 10 oblastech ze 14. V říjnu 2019 se jediným akcionářem společnosti ANEXIA BUS stal Transdev Česká republika a k 1. květnu 2020 ji přejmenoval na Transdev Střední Čechy. Transdev Morava také vyhrál další výběrová řízení, a to v Královéhradeckém kraji ve spolupráci s Audis Bus (Novoměstsko, Rychnovsko a Trutnovsko) na deset let od roku 2021 a v kraji Zlínském ve spolupráci s TQM (oblast Vsetín a oblast Valašské Meziříčí). K 29. červenci 2020 bylo do obchodního rejstříku zapsáno, že společnost Audis Bus koupil.
V roce 2021 získala zakázku na provozování MHD ve slovenské Nitře od 1. ledna 2022 na dobu 10 let společnost TD Transport s.r.o., vlastněná společností Transdev Morava. Dopravce převezme dopravu s novými autobusy, zaměstnance převzal od stávajícího dopravce ze skupiny Arriva.

## Transdev ve světě
- Francie (13 350 vozidel, 26 812 zaměstnanců)
- Španělsko (FCC-Connex, DETREN (bus)) (487 vozidel, 1682 zaměstnanců)
- Portugalsko (23 zaměstnanců)
- Severní a střední Evropa – Veolia Transport Central & Northern Europe je podskupina, pod níž spadá většina evropské činnosti.
  - Belgie (650 vozidel, 1017 zaměstnanců)
  - Nizozemsko (1165 vozidel, 3146 zaměstnanců)
  - Dánsko (772 vozidel, 2166 zaměstnanců)
  - Norsko (461 vozidel, 1551 zaměstnanců)
  - Švédsko, provozuje též Metro ve Stockholmu (2254 vozidel, 7588 zaměstnanců)
  - Finsko (414 vozidel, 814 zaměstnanců)
  - Německo (1341 vozidel, 4052 zaměstnanců)
  - Spojené království (autobusy, 40 vozidel, 73 zaměstnanců)
  - Irsko (lehká železnice Dublin, 40 vozidel, 180 zaměstnanců)
  - Česko (cca 950 vozidel - skupina 3CSAD + Transdev Morava + Transdev Střední Čechy)
  - Polsko (889 vozidel, 2252 zaměstnanců)
  - Slovensko (335 vozidel, 655 zaměstnanců)
- Jihovýchodní Evropa – zatím patří do podskupiny Veolia Transport Central & Northern Europe
  - Maďarsko – v roce 2003 otevřena kancelář pro jihovýchodní Evropu. Veolia Transport Hungary Ltd. má být základnou pro rozvoj působení v Maďarsku, Rakousku, Slovinsku, Chorvatsku, Švýcarsku, Srbsku, Černé Hoře, Bosně a Hercegovině, Makedonii, Albánii, Rumunsku, Bulharsku a Ukrajině.
  - Švýcarsko (53 vozidel, 90 zaměstnanců)
  - Slovinsko (377 vozidel, 751 zaměstnanců)
  - Chorvatsko
  - Srbsko (164 vozidel, 650 zaměstnanců)
- Mimoevropské země
  - Izrael (101 vozidel, 169 zaměstnanců)
  - Libanon (30 vozidel, 65 zaměstnanců)
  - Austrálie (Connex Group Australia) (1549 vozidel, 3742 zaměstnanců)
  - Nový Zéland (Connex Auckland, regionální železnice) (23 vozidel, 184 zaměstnanců)
  - Spojené státy americké (Connex North America, Connex TCT, MBCR (Massachusetts Bay Commuter Rail), Yellow Transportation) (4619 vozidel, 11 189 zaměstnanců)
  - Kanada (435 vozidel, 705 zaměstnanců)
  - Kolumbie (je jedním ze 7 dopravců v síti vyhrazených jízdních pruhů pro rychlé autobusy TransMilenio)

## Předmět podnikání
Transdev provozuje:
- autobusovou dopravu
- železniční (drážní) dopravu (v některých zemích včetně nákladní) ve Francii, Německu (Sasko, Dolní Sasko, Vestfálsko, Šlesvicko-Holštýnsko), v Austrálii (Melbourne), na Novém Zélandu (Auckland), v USA (Boston) a ve Švédsku.
- městskou dopravu v mnoha městech, v ČR například v Havířově, Karviné, Frýdku-Místku nebo Hranicích. Ve Švédsku (ve Stockholmu metro, tramvaje a příměstskou železnici, autobusy v dalších městech), v Dánsku (autobusy v Combusu), ve Francii (v desítkách měst, tramvaje v Bordeaux, trolejbusy a tramvaje v Nancy, tramvaje v Rouen, trolejbusy i tramvaje v Saint-Étienne), v Irsku (tramvaje v Dublinu), na normanském ostrově Jersey (autobusy), v Izraeli (ve výstavbě tramvaje v Jeruzalémě), v Austrálii (monorail, příměstská dráha a autobusy v Sydney), USA (autobusy ve městě Columbia v Jižní Karolíně).